# Список атомних підводних човнів Великої Британії

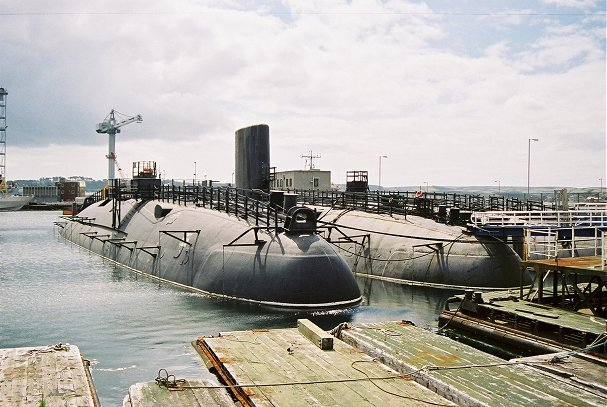
Британські атомні підводні човни «Ворспайт», «Конкерор» і «Веліант». 13 серпня 2007

Список атомних підводних човнів Великої Британії — перелік підводних човнів з ядерною силовою установкою, які були побудовані і перебували на озброєнні, а також розроблялися для Королівського військово-морського флоту Великої Британії, але не були завершені.
Перший британський атомний підводний човен «Дредноут» був спущений на воду в 1960 році. Енергетична установка рушія базувалася на основі ядерного реактора, американського виробництва. 1966 року атомний підводний флот поповнився класом «Веліант», який використовував новий реактор Rolls-Royce PWR1 британського виробництва.  З 1968 року підводні човни з балістичними ракетами типу «Резолюшен» (SSBN) були представлені для виконання цієї ролі в рамках програми «Поларіс». Вони несли американські ракети UGM-27 «Поларіс» A-3 і пізніше були замінені підводними човнами типу «Вангард» і ракетною системою «Трайдент».
На початку 2020-х років Королівський флот через Підводну службу Королівського флоту експлуатує два типи підводних човнів: підводні човни з балістичними ракетами класу «Вангард» (SSBN) і ударні підводні човни класу «Трафальгар» і «Астют» (SSN). Новий ПЧАРБ «Дредноут», який замінить клас «Вангард», знаходиться у виробництві та повинен бути готовий до експлуатації на початку 2030-х років.

## Перелік багатоцільових атомних підводних човнів
| №                                   | Назва        | Зображення                                        | Підтип       | Водотон., т надв.підв. | Корабельня                                  | Озброєння | Закладений Спуск на воду Введений          | На службі                                                       | Доля                                                           | Прим.                                                  |
| ----------------------------------- | ------------ | ------------------------------------------------- | ------------ | ---------------------- | ------------------------------------------- | --- | ------------------------------------------ | --------------------------------------------------------------- | -------------------------------------------------------------- | ------------------------------------------------------ |
| Багатоцільові атомні підводні човни |              |                                                   |              |                        |                                             | |                                            |                                                                 |                                                                |                                                        |
| 1                                   | «Дредноут»   |                                                   | «Дредноут»   | 35564064               | Vickers-Armstrongs, Барроу-ін-Фернесс       | 6 носових ТА калібру 21 дюймів — 533-мм (24 торпеди)                                                                    | 12 червня 195921 жовтня 196017 квітня 1963 | 1963–1980                                                       | 1980 року виведений зі складу флоту; законсервований           | перший британський підводний човен з ядерним реактором |
| 2                                   | «Веліант»    |                                                   | «Веліант»    | 44004900               | Vickers-Armstrongs, Барроу-ін-Фернесс       | 6 ТА калібру 533-мм типу «Tigerfish» (32 торпеди Mk8, Mk24 або 64 міни Mk5, Mk6) 6 крилатих ракет UGM-84B «Sub harpoon» | 22 січня 19623 грудня 196318 липня 1966    | 1966–1994                                                       | 12 серпня 1994 року виведений зі складу флоту; законсервований |                                                        |
| 3                                   | «Ворспайт»   |                                                   | «Веліант»    | 44004900               | Vickers-Armstrongs, Барроу-ін-Фернесс       | 6 ТА калібру 533-мм типу «Tigerfish» (32 торпеди Mk8, Mk24 або 64 міни Mk5, Mk6) 6 крилатих ракет UGM-84B «Sub harpoon» | 22 січня 196225 вересня 196518 квітня 1967 | 1967–1991                                                       | 1991 року виведений зі складу флоту; законсервований           |                                                        |
| 4                                   | «Черчилль»   |                                                   | «Черчилль»   | 4200 4900              | Vickers-Armstrongs, Барроу-ін-Фернесс       | 6 ТА калібру 533-мм типу «Tigerfish» (32 торпеди) 6 крилатих ракет UGM-84B «Sub harpoon»                                | 30 червня 196720 грудня 196815 липня 1970  | 1970–1991                                                       | 28 лютого 1991 року виведений зі складу флоту; законсервований |                                                        |
| 5                                   | «Конкерор»   | Cammell Laird, Беркенгед                          | «Черчилль»   | 4200 4900              | 8 грудня 196718 серпня 19699 листопада 1971 | 6 ТА калібру 533-мм типу «Tigerfish» (32 торпеди) 6 крилатих ракет UGM-84B «Sub harpoon»                                | 1971–1990                                  | 2 серпня 1990 року виведений зі складу флоту; законсервований   |                                                                |                                                        |
| 6                                   | «Корейджес»  | Vickers-Armstrongs, Барроу-ін-Фернесс             | «Черчилль»   | 4200 4900              | 15 травня 19687 березня 197016 жовтня 1971  | 6 ТА калібру 533-мм типу «Tigerfish» (32 торпеди) 6 крилатих ракет UGM-84B «Sub harpoon»                                | 1971–1992                                  | 10 квітня 1992 року виведений зі складу флоту; законсервований  |                                                                |                                                        |
| 7                                   | «Свіфтшюр»   |                                                   | «Свіфтшюр»   | 4200 4900              | Vickers-Armstrongs, Барроу-ін-Фернесс       | 5 ТА калібру 533-мм типу «Tigerfish» (20 торпед Mk8, Mk24 або 64 міни Mk5, Mk6) 6 крилатих ракет UGM-84B «Sub harpoon»  | 6 червня 19697 вересня 197117 квітня 1973  | 1973–1992                                                       | 1992 року виведений зі складу флоту; законсервований           |                                                        |
| 8                                   | «Соверін»    | 18 вересня 197017 лютого 197311 липня 1974        | «Свіфтшюр»   | 4200 4900              | Vickers-Armstrongs, Барроу-ін-Фернесс       | 5 ТА калібру 533-мм типу «Tigerfish» (20 торпед Mk8, Mk24 або 64 міни Mk5, Mk6) 6 крилатих ракет UGM-84B «Sub harpoon»  | 1973–2006                                  | 12 вересня 2006 року виведений зі складу флоту; законсервований |                                                                |                                                        |
| 9                                   | «Сюперб»     | 16 березня 197330 листопада 197413 листопада 1976 | «Свіфтшюр»   | 4200 4900              | Vickers-Armstrongs, Барроу-ін-Фернесс       | 5 ТА калібру 533-мм типу «Tigerfish» (20 торпед Mk8, Mk24 або 64 міни Mk5, Mk6) 6 крилатих ракет UGM-84B «Sub harpoon»  | 1976–2008                                  | 26 вересня 2008 року виведений зі складу флоту; законсервований |                                                                |                                                        |
| 10                                  | «Скептр»     | 19 лютого 197420 листопада 197614 лютого 1978     | «Свіфтшюр»   | 4200 4900              | Vickers-Armstrongs, Барроу-ін-Фернесс       | 5 ТА калібру 533-мм типу «Tigerfish» (20 торпед Mk8, Mk24 або 64 міни Mk5, Mk6) 6 крилатих ракет UGM-84B «Sub harpoon»  | 1978–2010                                  | 10 грудня 2010 року виведений зі складу флоту; законсервований  |                                                                |                                                        |
| 11                                  | «Спертен»    | 26 квітня 19767 квітня 197822 вересня 1979        | «Свіфтшюр»   | 4200 4900              | Vickers-Armstrongs, Барроу-ін-Фернесс       | 5 ТА калібру 533-мм типу «Tigerfish» (20 торпед Mk8, Mk24 або 64 міни Mk5, Mk6) 6 крилатих ракет UGM-84B «Sub harpoon»  | 1979–2006                                  | у січні 2006 року виведений зі складу флоту; законсервований    |                                                                |                                                        |
| 12                                  | «Сплендід»   | 23 листопада 19775 жовтня 197921 березня 1981     | «Свіфтшюр»   | 4200 4900              | Vickers-Armstrongs, Барроу-ін-Фернесс       | 5 ТА калібру 533-мм типу «Tigerfish» (20 торпед Mk8, Mk24 або 64 міни Mk5, Mk6) 6 крилатих ракет UGM-84B «Sub harpoon»  | 1981–2004                                  | 2004 року виведений зі складу флоту; законсервований            |                                                                |                                                        |
| 13                                  | «Трафальгар» |                                                   | «Трафальгар» | 4700 5208              | Vickers-Armstrongs, Барроу-ін-Фернесс       | 5 ТА калібру 533-мм типу «Tigerfish» (20 торпед Mk8, Mk24 або 64 міни Mk5, Mk6) 15 крилатих ракет UGM-84B «Sub harpoon» | 25 квітня 19791 липня 198127 травня 1983   | 1983–2009                                                       | 4 грудня 2009 року виведений зі складу флоту; законсервований  |                                                        |
| 14                                  | «Турбулент»  | 8 травня 19801 грудня 198228 квітня 1984          | «Трафальгар» | 4700 5208              | Vickers-Armstrongs, Барроу-ін-Фернесс       | 5 ТА калібру 533-мм типу «Tigerfish» (20 торпед Mk8, Mk24 або 64 міни Mk5, Mk6) 15 крилатих ракет UGM-84B «Sub harpoon» | 1984–2012                                  | 14 липня 2012 року виведений зі складу флоту; законсервований   |                                                                |                                                        |
| 15                                  | «Тайрлес»    | 6 червня 198117 березня 19845 жовтня 1985         | «Трафальгар» | 4700 5208              | Vickers-Armstrongs, Барроу-ін-Фернесс       | 5 ТА калібру 533-мм типу «Tigerfish» (20 торпед Mk8, Mk24 або 64 міни Mk5, Mk6) 15 крилатих ракет UGM-84B «Sub harpoon» | 1985–2014                                  | 19 червня 2014 року виведений зі складу флоту; законсервований  |                                                                |                                                        |
| 16                                  | «Торбей»     | 3 грудня 19828 березня 19857 лютого 1987          | «Трафальгар» | 4700 5208              | Vickers-Armstrongs, Барроу-ін-Фернесс       | 5 ТА калібру 533-мм типу «Tigerfish» (20 торпед Mk8, Mk24 або 64 міни Mk5, Mk6) 15 крилатих ракет UGM-84B «Sub harpoon» | 1987–2017                                  | 14 липня 2017 року виведений зі складу флоту; законсервований   |                                                                |                                                        |
| 17                                  | «Треншант»   | 28 жовтня 19853 листопада 198614 січня 1989       | «Трафальгар» | 4700 5208              | Vickers-Armstrongs, Барроу-ін-Фернесс       | 5 ТА калібру 533-мм типу «Tigerfish» (20 торпед Mk8, Mk24 або 64 міни Mk5, Mk6) 15 крилатих ракет UGM-84B «Sub harpoon» | 1989–2022                                  | 20 травня 2022 року виведений зі складу флоту; законсервований  |                                                                |                                                        |
| 18                                  | «Талент»     | 13 травня 198615 квітня 198812 травня 1990        | «Трафальгар» | 4700 5208              | Vickers-Armstrongs, Барроу-ін-Фернесс       | 5 ТА калібру 533-мм типу «Tigerfish» (20 торпед Mk8, Mk24 або 64 міни Mk5, Mk6) 15 крилатих ракет UGM-84B «Sub harpoon» | 1990–2022                                  | 20 травня 2022 року виведений зі складу флоту; законсервований  |                                                                |                                                        |
| 19                                  | «Тріумф»     | 2 лютого 198716 лютого 199112 жовтня 1991         | «Трафальгар» | 4700 5208              | Vickers-Armstrongs, Барроу-ін-Фернесс       | 5 ТА калібру 533-мм типу «Tigerfish» (20 торпед Mk8, Mk24 або 64 міни Mk5, Mk6) 15 крилатих ракет UGM-84B «Sub harpoon» | 1991–по т.ч.                               | на службі                                                       |                                                                |                                                        |
| 20                                  | «Астют»      |                                                   | «Астют»      | 6500 7 800             | BAE Systems Submarines, Барроу-ін-Фернесс   | 6 ТА калібру 533-мм (48 торпед «Сперфіш» чи ракет або міни) КР «Томагавк», ПКР «Гарпун»                                 | 31 січня 20018 червня 200727 серпня 2010   | 2010–по т.ч.                                                    | на службі                                                      |                                                        |
| 21                                  | «Ембуш»      | 22 жовтня 20036 січня 20111 березня 2013          | «Астют»      | 6500 7 800             | BAE Systems Submarines, Барроу-ін-Фернесс   | 6 ТА калібру 533-мм (48 торпед «Сперфіш» чи ракет або міни) КР «Томагавк», ПКР «Гарпун»                                 | 2013–по т.ч.                               | на службі                                                       |                                                                |                                                        |
| 22                                  | «Артфул»     | 11 березня 200517 травня 201418 березня 2016      | «Астют»      | 6500 7 800             | BAE Systems Submarines, Барроу-ін-Фернесс   | 6 ТА калібру 533-мм (48 торпед «Сперфіш» чи ракет або міни) КР «Томагавк», ПКР «Гарпун»                                 | 2016–по т.ч.                               | на службі                                                       |                                                                |                                                        |
| 23                                  | «Одейшес»    | 24 березня 200928 квітня 20173 квітня 2020        | «Астют»      | 6500 7 800             | BAE Systems Submarines, Барроу-ін-Фернесс   | 6 ТА калібру 533-мм (48 торпед «Сперфіш» чи ракет або міни) КР «Томагавк», ПКР «Гарпун»                                 | 2020–по т.ч.                               | на службі                                                       |                                                                |                                                        |
| 24                                  | «Енсон»      | 13 жовтня 201120 квітня 202131 серпня 2022        | «Астют»      | 6500 7 800             | BAE Systems Submarines, Барроу-ін-Фернесс   | 6 ТА калібру 533-мм (48 торпед «Сперфіш» чи ракет або міни) КР «Томагавк», ПКР «Гарпун»                                 | 2022–по т.ч.                               | на службі                                                       |                                                                |                                                        |
| 25                                  | «Агамемнон»  | 18 липня 2013…                                    | «Астют»      | 6500 7 800             | BAE Systems Submarines, Барроу-ін-Фернесс   | 6 ТА калібру 533-мм (48 торпед «Сперфіш» чи ракет або міни) КР «Томагавк», ПКР «Гарпун»                                 |                                            | будується                                                       |                                                                |                                                        |
| 26                                  | «Ежінкорт»   | 14 травня 2018…                                   | «Астют»      | 6500 7 800             | BAE Systems Submarines, Барроу-ін-Фернесс   | 6 ТА калібру 533-мм (48 торпед «Сперфіш» чи ракет або міни) КР «Томагавк», ПКР «Гарпун»                                 |                                            | будується                                                       |                                                                |                                                        |

## Перелік підводних човнів атомних з ракетами балістичними
| №                                             | Назва       | Зображення                                     | Підтип      | Водотон., т надв.підв. | Корабельня                                              | Озброєння | Закладений Спуск на воду Введений          | На службі                                                     | Доля                                                           | Прим. |
| --------------------------------------------- | ----------- | ---------------------------------------------- | ----------- | ---------------------- | ------------------------------------------------------- | --- | ------------------------------------------ | ------------------------------------------------------------- | -------------------------------------------------------------- | ----- |
| Підводні човни атомні з ракетами балістичними |             |                                                |             |                        |                                                         | |                                            |                                                               |                                                                |       |
| 27                                            | «Резолюшен» |                                                | «Резолюшен» | 76008500               | Vickers-Armstrongs, Барроу-ін-Фернесс                   | 6 ТА калібру 533-мм типу «Tigerfish» (32 торпеди) 16 шахтних установок ракет «Поларіс»                       | 26 лютого 196415 вересня 19662 жовтня 1967 | 1967–1994                                                     | 22 жовтня 1994 року виведений зі складу флоту; законсервований |       |
| 28                                            | «Ріпалс»    | 12 березня 19654 листопада 196728 вересня 1968 | «Резолюшен» | 76008500               | Vickers-Armstrongs, Барроу-ін-Фернесс                   | 6 ТА калібру 533-мм типу «Tigerfish» (32 торпеди) 16 шахтних установок ракет «Поларіс»                       | 1968–1996                                  | 1996 року виведений зі складу флоту; законсервований          |                                                                |       |
| 29                                            | «Рінаун»    | Cammell Laird, Беркенгед                       | «Резолюшен» | 76008500               | 25 червня 196425 лютого 196715 листопада 1968           | 6 ТА калібру 533-мм типу «Tigerfish» (32 торпеди) 16 шахтних установок ракет «Поларіс»                       | 1968–1996                                  | 1996 року виведений зі складу флоту; законсервований          |                                                                |       |
| 30                                            | «Рівенж»    | Cammell Laird, Беркенгед                       | «Резолюшен» | 76008500               | 19 травня 196515 березня 19684 грудня 1969              | 6 ТА калібру 533-мм типу «Tigerfish» (32 торпеди) 16 шахтних установок ракет «Поларіс»                       | 1969–1992                                  | у травні 1992 року виведений зі складу флоту; законсервований |                                                                |       |
| 31                                            | «Вангард»   |                                                | «Вангард»   | 15 300 15 900          | Vickers Shipbuilding and Engineering, Барроу-ін-Фернесс | 16 шахтних ПУ для ракет UGM-133A Трайдент II (D5)                                                            | 3 серпня 19864 березня 199214 серпня 1993  | 1993–по т.ч.                                                  | на службі                                                      |       |
| 32                                            | «Вікторіос» | 3 грудня 198729 вересня 19937 січня 1995       | «Вангард»   | 15 300 15 900          | Vickers Shipbuilding and Engineering, Барроу-ін-Фернесс | 16 шахтних ПУ для ракет UGM-133A Трайдент II (D5)                                                            | 1995–по т.ч.                               | на службі                                                     |                                                                |       |
| 33                                            | «Віджілент» | 16 лютого 199114 жовтня 19952 листопада 1996   | «Вангард»   | 15 300 15 900          | Vickers Shipbuilding and Engineering, Барроу-ін-Фернесс | 16 шахтних ПУ для ракет UGM-133A Трайдент II (D5)                                                            | 1996–по т.ч.                               | на службі                                                     |                                                                |       |
| 34                                            | «Вендженс»  | 1 лютого 199319 вересня 199827 листопада 1999  | «Вангард»   | 15 300 15 900          | Vickers Shipbuilding and Engineering, Барроу-ін-Фернесс | 16 шахтних ПУ для ракет UGM-133A Трайдент II (D5)                                                            | 1999–по т.ч.                               | на службі                                                     |                                                                |       |
| 35                                            | «Дредноут»  |                                                | «Дредноут»  | 17 200                 | BAE Systems Submarines, Барроу-ін-Фернесс               | 4 ТА калібру 533-мм (торпеди «Сперфіш» чи ракети або міни) 12 шахтних ПУ для ракет UGM-133A Трайдент II (D5) | 6 жовтня 2016…                             |                                                               | будується                                                      |       |
| 36                                            | «Веліант»   | вересень 2019…                                 | «Дредноут»  | 17 200                 | BAE Systems Submarines, Барроу-ін-Фернесс               | 4 ТА калібру 533-мм (торпеди «Сперфіш» чи ракети або міни) 12 шахтних ПУ для ракет UGM-133A Трайдент II (D5) |                                            | будується                                                     |                                                                |       |
| 37                                            | «Воспайт»   | 5 лютого 2023…                                 | «Дредноут»  | 17 200                 | BAE Systems Submarines, Барроу-ін-Фернесс               | 4 ТА калібру 533-мм (торпеди «Сперфіш» чи ракети або міни) 12 шахтних ПУ для ракет UGM-133A Трайдент II (D5) |                                            | будується                                                     |                                                                |       |

Позначення: